# IV. Jakab mallorcai király
IV. Jakab (Mallorca, 1337. június 24. – Soria, Kasztília, 1375. január 10.) vagy más számozás szerint III. Jakab, katalánul: Jaume IV de Mallorca, spanyolul: Jaime IV de Mallorca, olaszul: Giacomo IV di Maiorca, franciául: Jacques IV de Majorque, occitánul:  Jacme III de Malhòrca, névleges (de iure) mallorcai király. Vilaragut Jolán mallorcai királyné mostohafia, I. Johanna nápolyi királynő harmadik férje és IV. Péter aragóniai király anyai unokaöccse. A Barcelonai-ház mallorcai ágának utolsó férfi tagja.

## Élete
III. Jakab mallorcai királynak és Konstancia aragón királyi hercegnőnek (infánsnő), IV. Alfonz aragón király lányának a fia. III. Jakab mallorcai királyt sógora, IV. Péter aragóniai király 1343-ban elűzte Mallorcáról, mert nem volt hajlandó letenni neki a hűbéresküt. III. Jakab első felesége, Aragóniai Konstancia halála (1346) után egy évvel újranősült, és feleségül vette első unokatestvérét, Vilaragut Jolánt. A trónjáért küzdő III. Jakab 1349. október 25-én halt meg egy IV. Péter ellen vívott Llucmajor melletti csatában Mallorca szigetén. A mallorcai király özvegye és gyermekei az aragón király fogságába kerültek. Jolán királyné 1352-ben nyerte vissza szabadságát, amikor is II. János francia király udvarába menekült, aki kinevezte Aumelas algrófjává, mely címet 1362-ig viselte. Ugyanebben az évben összeházasította Braunschweigi Ottóval.
IV. Jakab húgát, Aragóniai Izabella (Erzsébet) mallorcai királyi hercegnőt pedig összeházasították mostohaapja, Braunschweigi Ottó montferrati rokonával, a Palaiologosz-házi II. János monferrati őrgróffal 1358-ban, mely házasságból öt gyermek született.
A mentálisan retardált IV. Jakab, akinek az elszenvedett testi-lelki kínzások mély nyomot hagytak a lelkében, melyeket a nagybátyja, IV. Péter aragóniai király követett el rajta, amikor 12 éves korától 13 éven keresztül egy vasketrecben tartotta a mallorcai trónörököst, csak 1362-ben szabadult meg a fogságból. 1363-ban a testileg jó fizikumú Jakabot összeházasították a nála 11 évvel idősebb I. Johanna nápolyi királynővel V. Orbán pápa ajánlására. A házasság, úgy tűnt, minden nehézsége ellenére szerencsés az utódlás tekintetében, mert a királynő hamarosan teherbe esett, de az örömbe üröm vegyült, hiszen nem tudta kihordani a gyermekét, és elvetélt. Ekkor végleg megromlott a házastársak közötti kapcsolat, és férje dührohamai miatt az életéért aggódó Johanna 1366-ban száműzte férjét Nápolyból, de hivatalosan sohasem váltak el. Jakab az elvesztett országáért harcolt a nagybátyjával, majd e küzdelem közepette vesztette életét 1375-ben.
Időközben meghalt anyja Jolán királyné 1372-ben vagy még pár évvel korábban. Jolán özvegye, Braunschweigi Ottó 1376-ban feleségül vette IV. Jakab özvegyét, a negyedszer is a további utódok születésének a reményébe vetett hittel házasodó, ötvenéves nápolyi királynőt Johannát, akinek ő megérte a végzetét.
Jakabot a soriai Szent Ferenc kolostorban helyezték örök nyugalomra. Mivel közvetlen utódokat nem hagyott hátra, így mallorcai királyi címét húga, Izabella örökölte, akinek az első házasságból származó gyerekei vitték tovább a címet, mely így a Palaiologosz-házra és Montferrat őrgrófjaira szállt.

## Gyermeke
- Feleségétől, I. Johanna (1326–1382) nápolyi királynőtől, 1 gyermek:
  - N. (gyermek) (elvetélt 1364)

## Külső hivatkozások
- Genealogia Completa de la Casa Reial de Mallorca – 2014. május 11.
- Euweb/House of Barcelona Archiválva 2018. október 5-i dátummal a Wayback Machine-ben – 2014. május 11.
- FMG/Mallorca Kings – 2014. május 11.
- Mittelalter-Genealogie/Jakob III. Titularkönig von Mallorca – 2014. május 11.

| Előző III. Jakab | Mallorcai király 1349 – 1375 de iure | Következő I. Izabella de iure I. (Szertartásos) Péter de facto |